# Tűz a tengeren
A Tűz a tengeren (eredeti cím: Fuocoammare) 2016-ban bemutatott olasz–francia dokumentumfilm, amelyet Gianfranco Rosi rendezett. A forgatókönyvet  Gianfranco Rosi és Carla Cattani írta, a zenéjét Stefano Grosso szerezte, a producerei Donatella Palermo és Gianfranco Rosi voltak. A Stemal Entertainment készítette, a 01 Distribution forgalmazta. 
Olaszországban 2016. február 18-án, Magyarországon 2016. október 6-án mutatták be a mozikban.

## Történet
|  | Alább a cselekmény részletei következnek! |

A 12 éves Samuele Lampedusa szigetének lakója, messze a szárazföldtől. Mint a legtöbb vele egyidős fiú, ő sem mindig szeret iskolába járni. Inkább sziklára szeretne mászni a tengerparton, csúzlival lövöldözni, vagy a kikötőben a lányoknak udvarolni. Évek óta ez a hely az Afrikából útnak induló férfiak, nők és gyerekek úti célja, akik gyakran túl kicsi és rozzant csónakokkal próbálnak átkelni a tengeren. A filmben a sziget a „bevándorlók Európába való inváziójának” metaforájává válik – ez a remény, a nehézségek és több százezer ember sorsa, akik jobb életre vágynak: békére, szabadságra és boldogságra.
A szigeten élők kihúzzák a vízből azoknak a holttestét, akik nem élték túl a tengeri utazást. Lampedusa lakossága nap mint nap szemtanúja lehet a 21. század elején bekövetkező nagy humanitárius tragédiának.
Gianfranco Rosi a mindennapi életet figyeli, amely közelebb hozza a nézőt egy olyan helyhez, amely egyszerre valóságos és szimbolikus. Megpróbálja bemutatni a sziget egyes lakóinak érzelemvilágát, akik állandó veszélyhelyzetben élnek. A kommentároktól mentes film ugyanakkor leírja azt a módot, ahogy két világ összeér egy ilyen kis térben.
|  | Itt a vége a cselekmény részletezésének! |

## Szereplők
- Pietro Bartolo
- Samuele Caruana
- María Costa
- Mattias Cucina

## Díjak és jelölések
- 66. Berlini Nemzetközi Filmfesztivál
  - Arany Medve (fődíj)
  - Az Ökumenikus Zsűri díja[2]

- 2017-ben Oscar-díjra jelölték a legjobb dokumentumfilm kategóriában.

## Fordítás
- Ez a szócikk részben vagy egészben  a   Fuocoammare. Ogień na morzu című lengyel Wikipédia-szócikk ezen változatának fordításán alapul.  Az eredeti cikk szerkesztőit annak laptörténete sorolja fel. Ez a jelzés csupán a megfogalmazás eredetét és a szerzői jogokat jelzi, nem szolgál a cikkben szereplő információk forrásmegjelöléseként.